# Khu Bua
Khu Bua (thaï คูบัว) est un site archéologique situé à 12 km au sud-est de Ratchaburi, province de Ratchaburi en Thaïlande. Il remonte au VIe siècle et à la culture môn de Dvaravati, dont il était une des villes importantes.
Le site grossièrement rectangulaire d'environ 800 sur 2 000 m est entouré d'une enceinte de terre et d'un fossé. 44 sites archéologiques ont été découverts à l'intérieur et à l'extérieur de l'enceinte, dont les fondations du Wat Khlong Suwannakhiri (วัดโขลงสุวรรณคีรี) sont l'élément le plus grand et le mieux préservé. Des fouilles ont été conduites en 1957, 1960 et 1961. Leurs découvertes - figurines de céramique (tête en terre cuite de démons, dieux, roi, femme à la riche coiffure) (IX-Xe siècle), roues de la loi (Dharmacakra) et tablettes de pierre - sont maintenant exposées au Musée National de Thaïlande, à Ratchaburi et Bangkok, ainsi que dans le petit musée près du Wat Khlong.

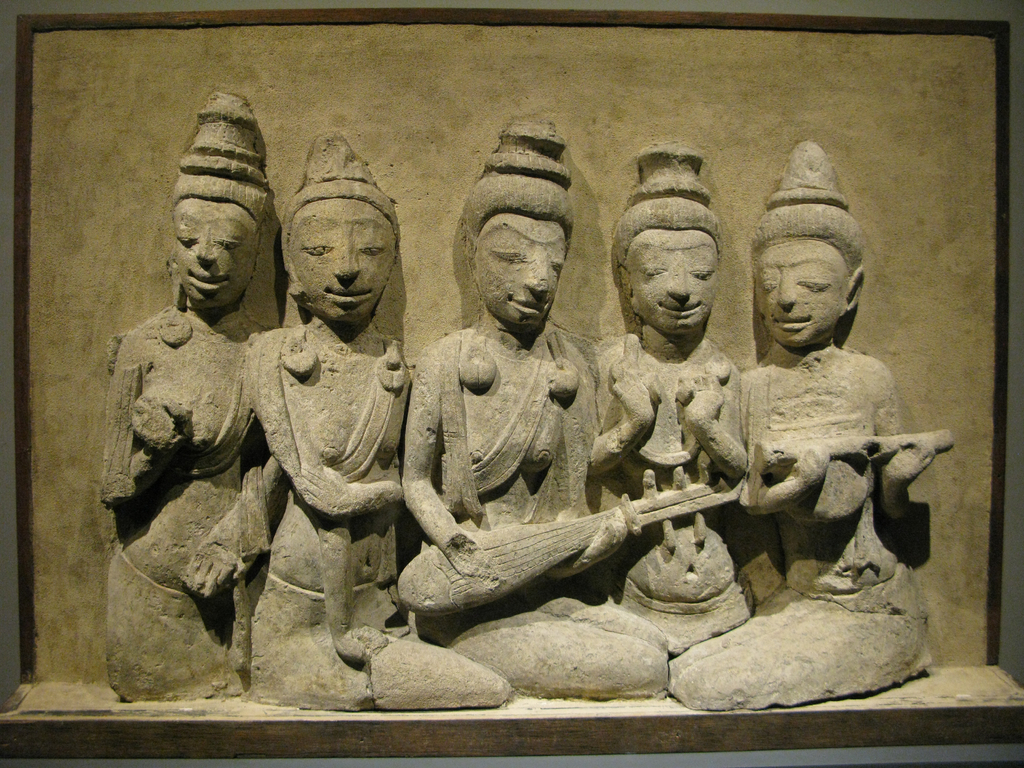
Bas-relief en stuc, musiciennes (650-700, style Dvaravati)

Wat Khlong a été inscrit à la liste des sites historiques de Thaïlande en 1962. C'est un sanctuaire en latérite semblable à Khao Klang Nai (parc historique de Sri Thep, province de Phetchaburi). 

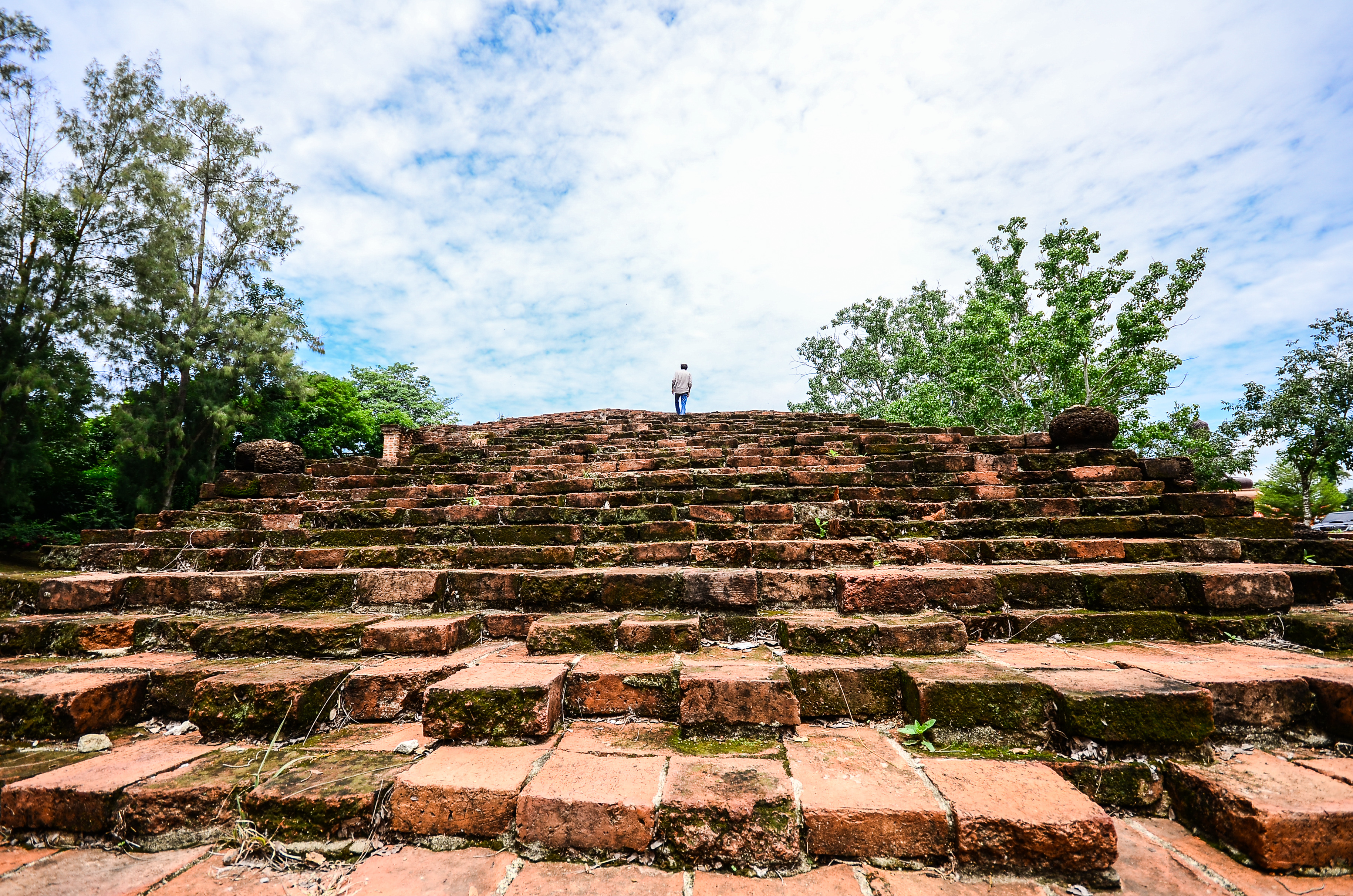
Escalier en latérite menant à Wat Khlong Suwannakhiri

## Sources
- (en) Dhida Saraya, (Sri) Dvaravati, Bangkok, Muang Boran Publishing House, 1999, 1re éd. (ISBN 978-974-7381-34-4, LCCN 00280056)
- (en) Thailand: Traits and Treasures, 413–414 p. (lire en ligne), « Kaleidoscopic Cross-sections - Western Mountain Ranges, Valleys, and Plains »